# Сікун
Сікун (Prinobius Mulsant, 1842) — реліктовий рід жуків з родини Скрипунових, види якого трапляються у Середземномор'ї.

## Поширення
Види роду Сікун поширені у середземноморському басейні, охоплюючи Південну Європу, Північну Африку і Західну Азію.
В Україні Сікун представлений одним родом і видом — Сікун М'ярдів — Prinobius myardi Mulsant, 1842, — з південного берега Криму.

## Розмаїття
До роду Сікун залічують такі види:
1. Сікун М'ярдів — Prinobius myardi Mulsant, 1842
2. Prinobius samai(інші мови) Drumont & Rejzek, 2008